# 的中!青春100%
『的中!青春100%』（てきちゅうせいしゅん100パーセント）は、秋★枝による日本の4コマ漫画。芳文社『まんがタイムファミリー』2010年6月号より連載を開始。以降、隔月掲載の形で連載され2012年1月号に連載を終了。雰囲気がゆるい弓道部の練習風景を主軸とした高等学校の学園漫画である。コメディ要素も多く、ほのかな恋愛描写も含んでいる。「高等学校弓道競技会」（県予選、中四国大会）などの架空の大会に出場するが、競技中の描写は3ページ程度である。

## あらすじ
熱血弓道野郎の杉本まもるは高校入学後、とあるきっかけで同じクラスの楠いろはと弓道部を見学に行くが、そこは女子しかいないゆるゆるの部だった…

## 登場人物
杉本 まもる（すぎもと まもる）
本作の主人公で1年生。中学時代から実力のある選手で弓道名門の芳文高校に入学する予定だったが、弓道バカゆえ受験日も早朝練習を行い夢中になって試験に遅刻して不合格となる。
好きな物は弓道、好きな言葉は的中、嫌いな武将は毛利元就という自己紹介から、作中は毛利というあだ名で呼ばれる。
楠 いろは（くすのき いろは）
まもると同じクラスの1年生女子。弓道は未経験だが運動神経は良い。まもるに興味を持ち、彼と共に弓道部に入る。額の上部にアホ毛が生えている。
桜井 渚（さくらい なぎさ）
眼鏡をかけた弓道部部長の3年生。悪ふざけが大好き。
南 かえで（みなみ かえで）
副部長の3年生。黒髪で左側をサイドアップしている。美人の自覚あり。悪ふざけが大好き。
宮沢 はるか（みやざわ はるか）
2年生。ショートヘアで背が低く八重歯がある。弓道に関しては真面目で他の部員を注意する。
長谷川 わかば（はせがわ わかば）
2年生。黒髪でショートボブ。射型が綺麗。無口だが部員の事をよく観察している。
先生
弓道部顧問。黒髪に眼鏡であご髭という風貌。指導者としては全く頼れないがマネージャーとしては優秀。団体戦の立ち順なども適当に決める。

## 物語の舞台
中四国大会が岡山県で行われ、遠征していることから中国・四国地方のいずれかの県であると思われる。作中の方言に関しては山口県をベースに愛媛、静岡、作者の口調を混ぜ“造弁"となっている。

## 書誌情報
芳文社まんがタイムコミックスより全1巻。4コマ作品だが、まんがタイム系のストーリー作品のレーベル「MCSシリーズ」で発売。全176頁のうち、99頁までが「的中!青春100%」、100頁から172頁までが『まんがタイムファミリー』にて2007年7月号から2009年6月号まで連載されたオムニバス短編「ワンシーン」が収録されている。また173頁から175頁は「あとがきまんが」となっている。
1. 2012年1月7日発売 ISBN 978-4-8322-5041-3